# West Lavington (Wiltshire)
West Lavington – wieś w Anglii, w hrabstwie Wiltshire. Leży 27 km na północny zachód od miasta Salisbury i 133 km na zachód od Londynu. W 2001 miejscowość liczyła 1281 mieszkańców.